# 1818 Brahms
1818 Brahms eller 1939 PE är en asteroid i huvudbältet, som upptäcktes 15 augusti 1939 av den tyske astronomen Karl Wilhelm Reinmuth i Heidelberg. Den har fått sitt namn efter den tyske kompositören Johannes Brahms.